# ميكيل كريستوفرسن
ميكيل كريستوفرسن (بالدنماركية: Mikkel Christoffersen)‏ هو لاعب كرة قدم دنماركي في مركز الدفاع، ولد في 10 أغسطس 1983 في الدنمارك في مملكة الدنمارك. لعب مع نادي فريماد أماغر ونادي هرفوليه.